# 卡多雷地区沃多
卡多雷地区沃多（義大利語：Vodo di Cadore），是意大利威尼托大区贝卢诺省的一个市镇。总面积46平方公里，人口896人，人口密度19.5人/平方公里（2009年）。国家统计（ISTAT）代码为025066。